# Valtice
Valtice település Csehországban, Břeclavi járásban.  Lakosainak száma 3593 fő (2024. január 1.).

## Fekvése
Valtice Sedlec, Hlohovec, Břeclav, Bernhardsthal, Schrattenberg, Herrnbaumgarten és Drasenhofen településekkel határos.

## Látnivalói
A helység fő nevezetessége, a várkastély része a Lednice–valticei kultúrtájnak, amelyet 1996-ban felvettek az UNESCO Világörökség-listájára.

## Híres emberek
- Itt született  Johann Nepomuk Reithoffer (1781–1872), feltaláló, az első európai gumigyár alapítója

## Népesség
A település lakosságának változását az alábbi diagram mutatja:
| Lakosok száma | 2946 | 3659 | 3959 | 3432 | 3583 | 3630 | 3538 | 3557 | 3488 | 3593 |
|               | 1869 | 1890 | 1921 | 1950 | 1980 | 2001 | 2017 | 2019 | 2022 | 2024 |

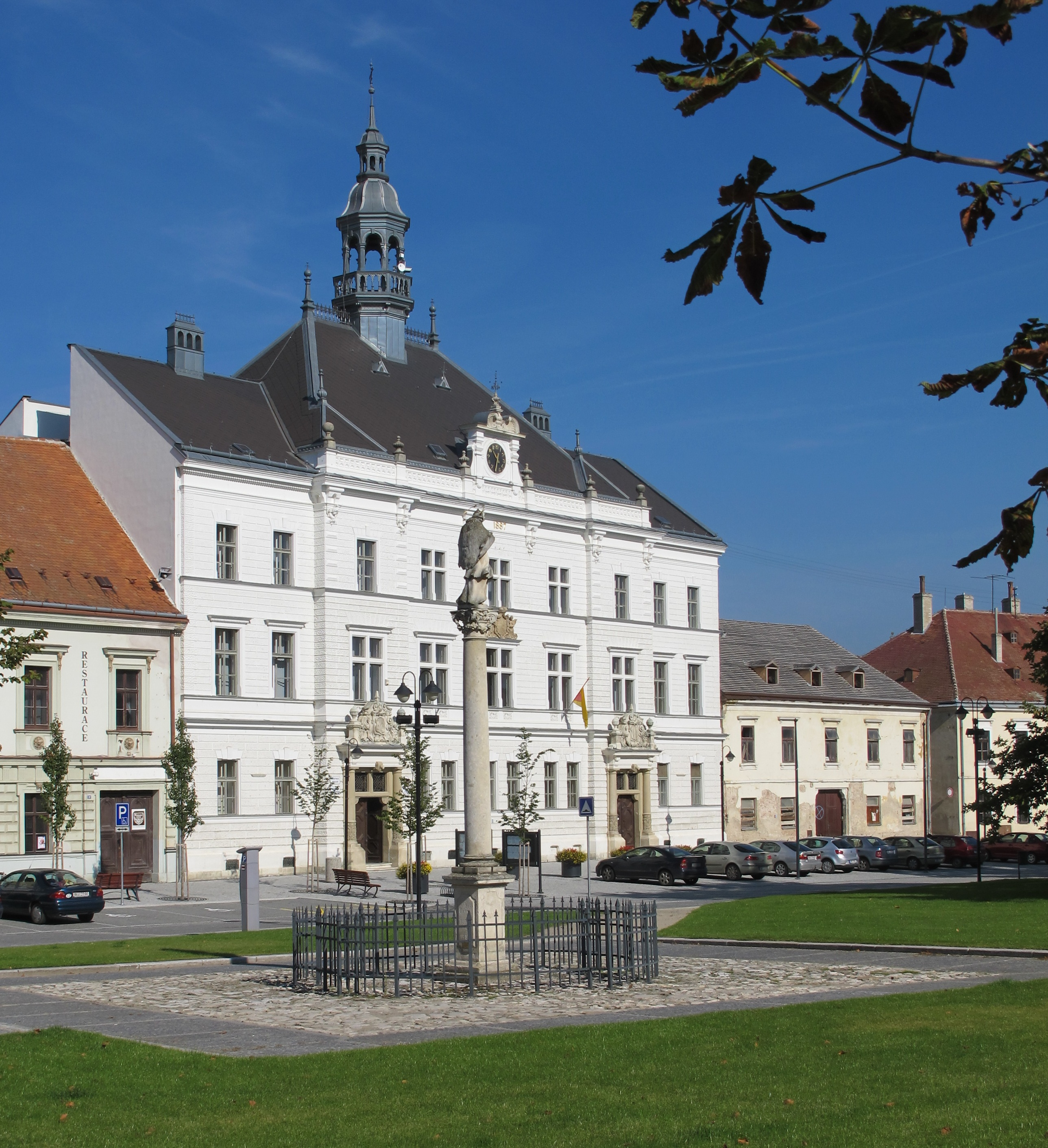
Valtice, városháza
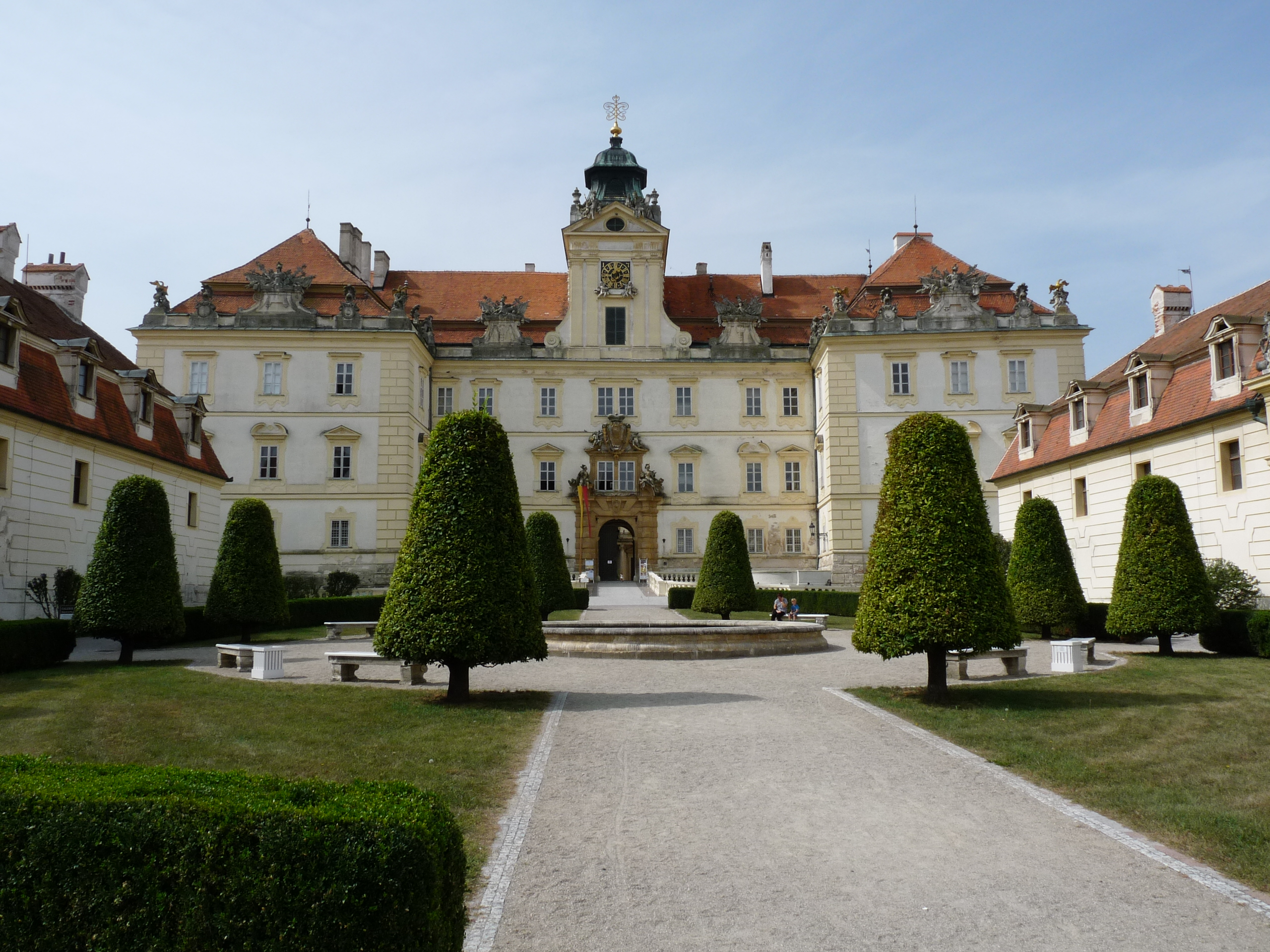
A valticei várkastély
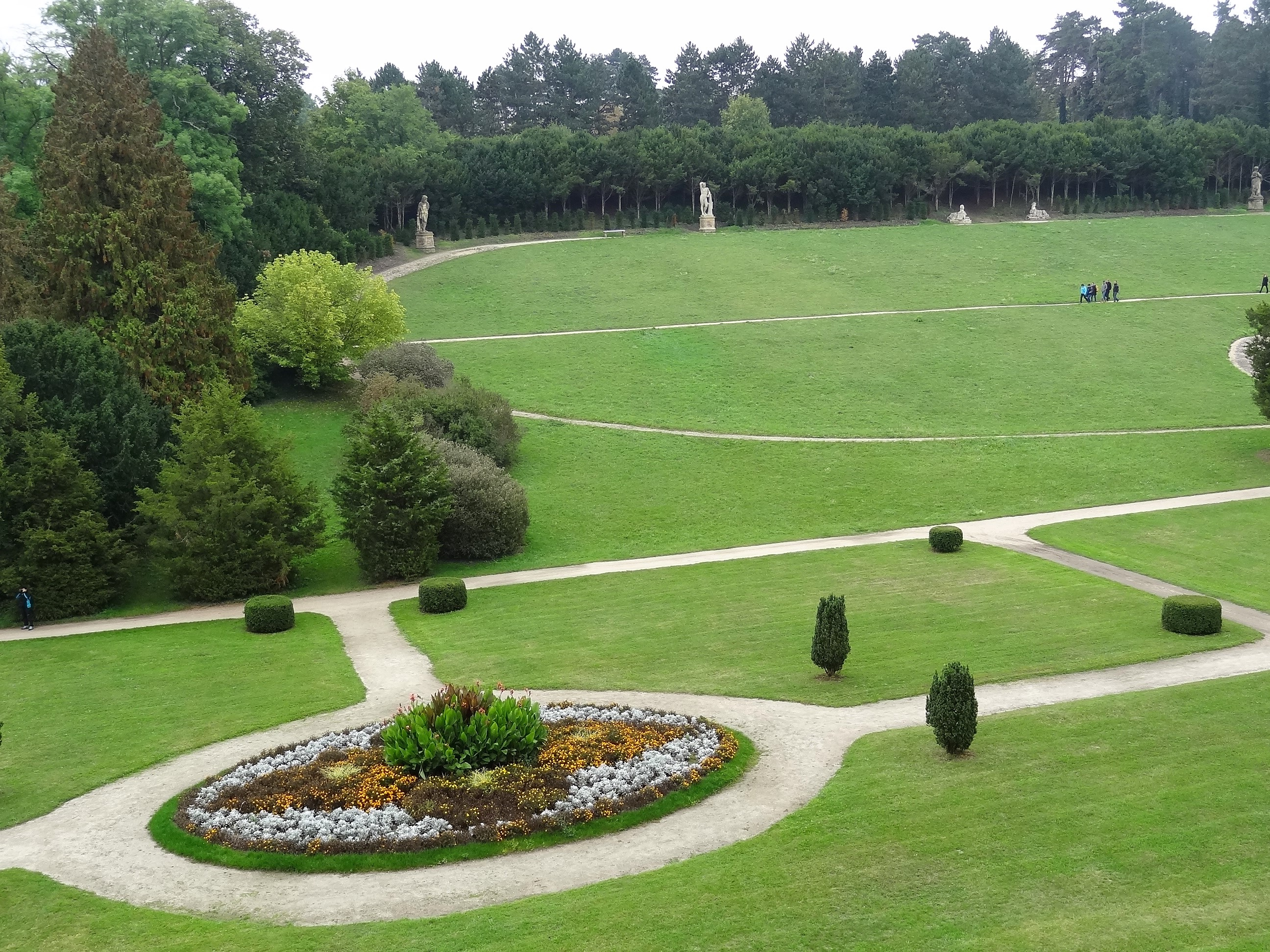
Kilátás a kertre
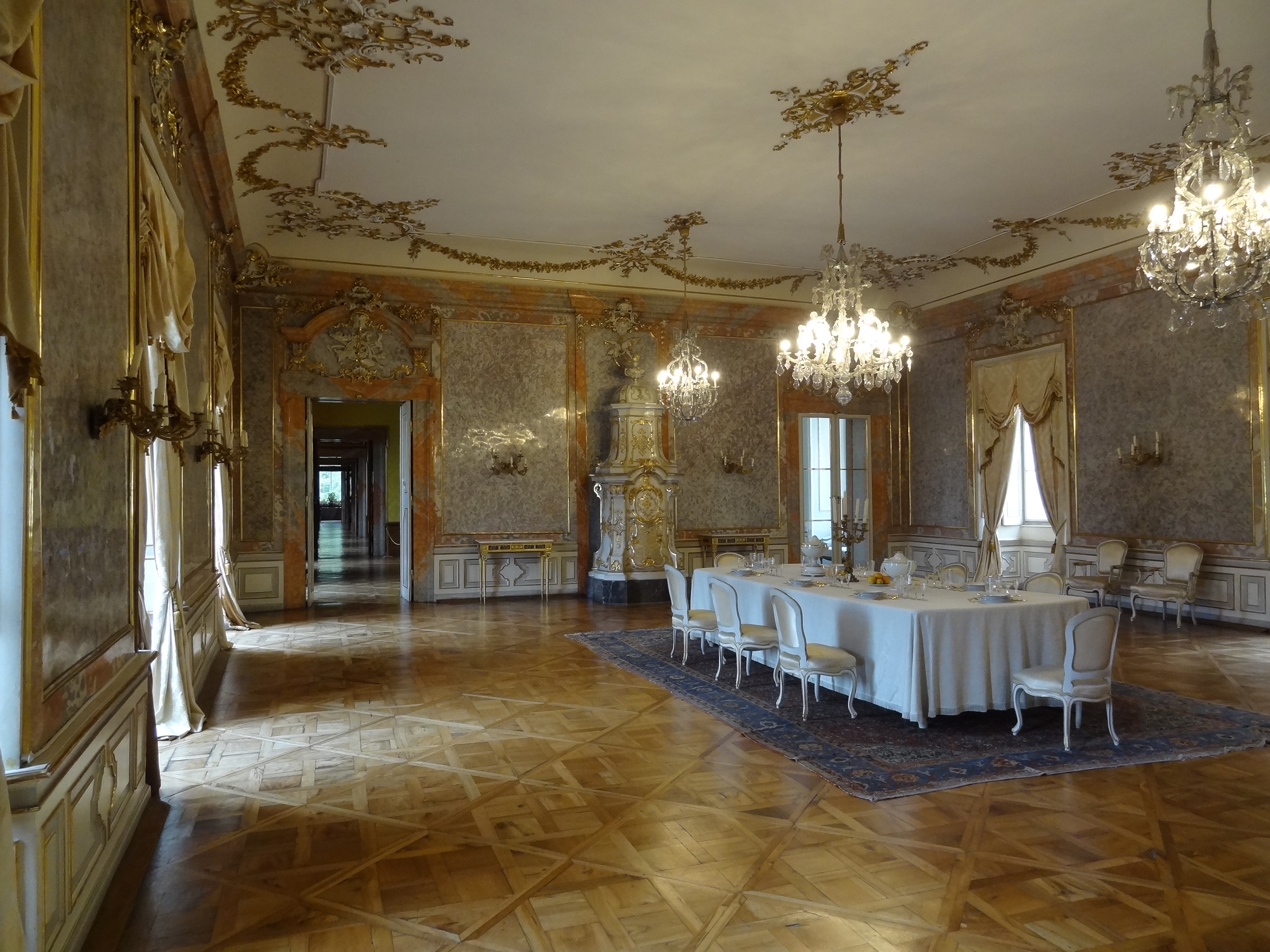
Az ebédlőterem
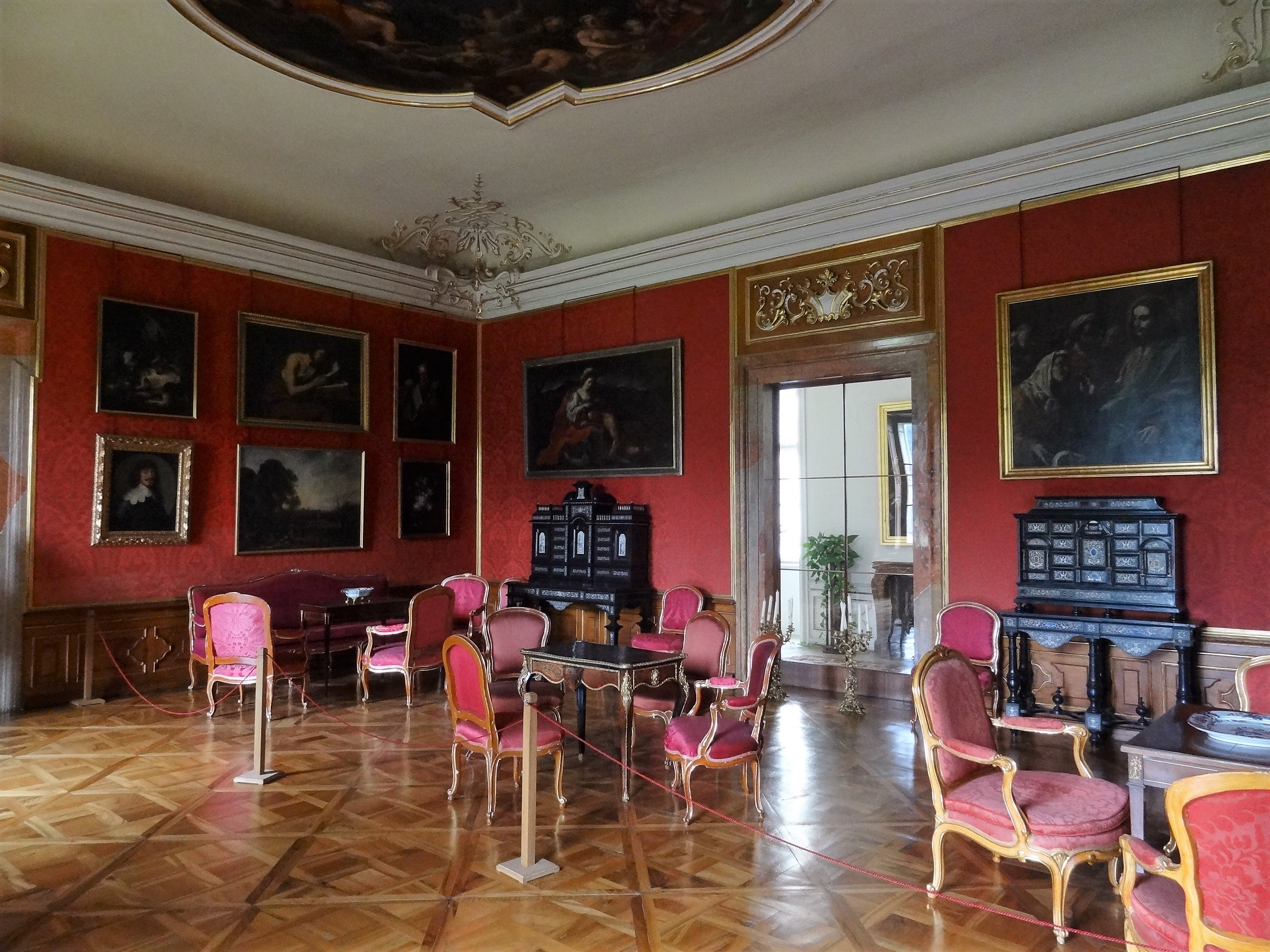
A kastély egyik terme
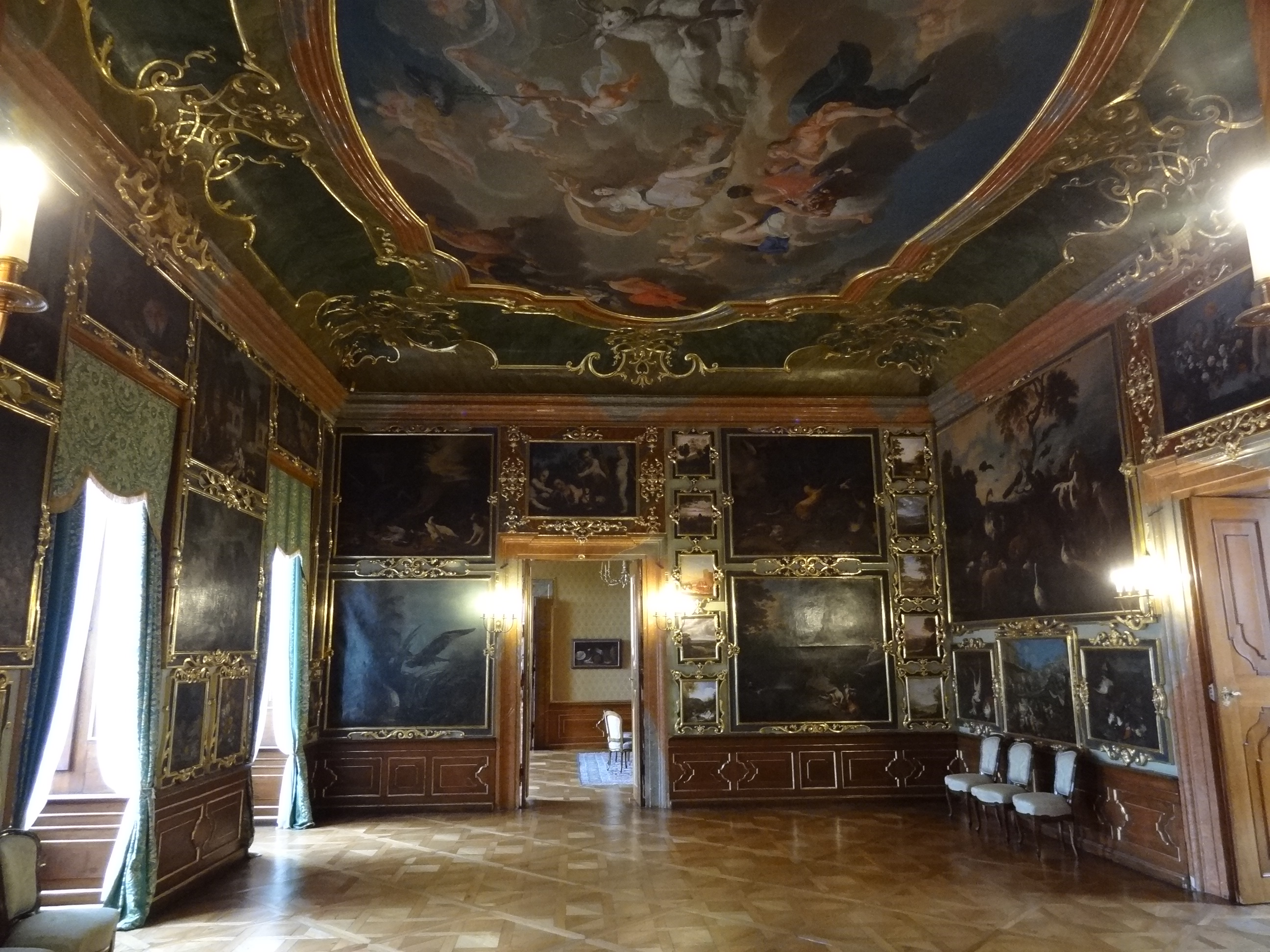
Egy másik terem